# Гнєвчина Ланьцуцка
Гнєвчина Ланьцуцка (пол. Gniewczyna Łańcucka) — село в Польщі, у гміні Триньча Переворського повіту Підкарпатського воєводства.
Населення — 2113 осіб (2011).

## Історія
Вперше село згадується в 1424 р. Село входило до Перемишльської землі Руського воєводства. В 1624 р. набіг татарів знищив село.
У 1772-1918 рр. село було у складі Австро-Угорської монархії, у провінції Королівство Галичини та Володимирії. На цей час місцеве українське населення лівобережного Надсяння після півтисячолітніх латинізації та полонізації залишилось у меншості. В 1836 р. в селі було 15 греко-католиків, які належали до парохії Миротин Каньчуцького деканату Перемишльської єпархії. В 1849 р. село востаннє згадується в Шематизмах у переліку сіл, які належали до парохії Миротин Каньчуцького деканату Перемишльської єпархії, було 10 греко-католиків. У 1857 р. було 1003 жителі. В 1881 році село належало до Ланьцутського повіту, налічувало 1700 мешканців.
У 1919-1939 рр. у складі Польщі. В 1934 р. ввійшла до гміни Тринча Переворського повіту Львівського воєводства.

## Демографія
Демографічна структура станом на 31 березня 2011 року:
|          | Загалом | Допрацездатний вік | Працездатний вік | Постпрацездатний вік |
| -------- | ------- | ------------------ | ---------------- | -------------------- |
| Чоловіки | 1053    | 236                | 712              | 105                  |
| Жінки    | 1060    | 242                | 588              | 230                  |
| Разом    | 2113    | 478                | 1300             | 335                  |